# Prvenstvo grada Zagreba 1919
Il Prvenstvo grada Zagreba u nogometu 1919. (it. "Campionato di calcio della città di Zagabria 1919") fu la quarta edizione di una competizione calcistica a Zagabria. La competizione è stata organizzata dalla Sezione calcio della HŠS (it. "Federazione sportiva croata").

## Avvenimenti
Il torneo nacque come Prvenstvo Hrvatske i Slavonije u nogometu 1919./20., ovvero come "campionato di calcio di Croazia e Slavonia 1919-20", e con questo nome disputò il girone d'andata nell'autunno del 1919.

Il 15 febbraio 1920, la JNS divise la Federazione in cinque sottofederazioni e dispose che queste organizzassero i propri campionati in primavera per poi disputare una fase nazionale in autunno.

Quindi il girone d'andata del campionato di Croazia e Slavonia divenne "campionato della città di Zagabria" e la neonata sottofederazione di Zagabria dichiarò vincitore il Građanski, mentre il girone di ritorno, con le stesse squadre, divenne il Prvenstvo ZNP 1920.

L'anno 1919 è stato l'anno del rapido sviluppo del calcio a Zagabria. 16 club hanno giocato nel campionato, divisi in due classi: la prima era composta da Građanski, Concordia, HAŠK, Ilirija, Viktorija, Šparta e Croatia, la seconda da Derby, Slavija, Slaven, Sava, Velebit, Tipografija, Željezničar, Zmaj e Jadran.

## Classifica
|  | Pos. | Squadra            | Pt | G | V | N | P | GF | GS | QR    |
|  | ---- | ------------------ | -- | - | - | - | - | -- | -- | ----- |
|  | 1.   | Građanski Zagabria | 11 | 6 | 5 | 1 | 0 | 21 | 6  | 3,500 |
|  | 2.   | Concordia Zagabria | 9  | 6 | 4 | 1 | 1 | 19 | 6  | 3,166 |
|  | 3.   | HAŠK Zagabria      | 8  | 6 | 3 | 2 | 1 | 8  | 2  | 4,000 |
|  | 4.   | Ilirija Zagabria   | 6  | 6 | 3 | 0 | 3 | 9  | 11 | 0,818 |
|  | 5.   | Viktorija Zagabria | 5  | 6 | 2 | 1 | 3 | 7  | 13 | 0,538 |
|  | 6.   | Šparta Zagabria    | 3  | 6 | 1 | 1 | 4 | 7  | 17 | 0,411 |
|  | 7.   | Croatia Zagabria   | 0  | 6 | 0 | 0 | 6 | 4  | 20 | 0,200 |

Legenda:
      Campione di Zagabria.
  Partecipa agli spareggi.
      Retrocessa in seconda classe.
Note:
Due punti a vittoria, uno a pareggio, zero a sconfitta.

## Risultati

### Tabellone
|           | Gra  | Con  | HAŠ  | Ili  | Vik  | Špa  | Cro  |
| --------- | ---- | ---- | ---- | ---- | ---- | ---- | ---- |
| Građanski | –––– | 3-2  | 0-0  | 6-2  | 3-0  | 3-1  | 6-1  |
| Concordia | -    | –––– | 1-1  | 3-0  | 6-2  | 6-0  | -    |
| HAŠK      | -    | -    | –––– | 0-1  | 1-0  | 2-0  | 4-0  |
| Ilirija   | -    | -    | -    | –––– | 1-2  | -    | 2-0  |
| Viktorija | -    | -    | -    | -    | –––– | -    | -    |
| Šparta    | -    | -    | -    | 0-3  | 1-1  | –––– | 5-2  |
| Croatia   | -    | 0-1  | -    | -    | 1-2  | -    | –––– |

### Calendario
```
07.09.1919 Concordia-Viktorija   6-2
08.09.1919 Ilirija-Croatia       2-0
14.09.1919 HAŠK-Šparta           2-0
21.09.1919 Građanski-Šparta      3-1
23.09.1919 HAŠK-Croatia          4-0
05.10.1919 Ilirija-Viktorija     1-2
12.10.1919 Građanski-Concordia   3-2
12.10.1919 HAŠK-Ilirija          0-1
20.10.1919 HAŠK-Viktorija        1-0
20.10.1919 Šparta-Ilirija        0-3
26.10.1919 HAŠK-Građanski        0-0
26.10.1919 Concordia-Šparta      6-0
01.11.1919 Građanski-Croatia     6-1
01.11.1919 Šparta-Viktorija      1-1
02.11.1919 Concordia-Ilirija     3-0
02.11.1919 Croatia-Viktorija     1-2
09.11.1919 Građanski-Ilirija     6-2
09.11.1919 Croatia-Concordia     0-1
16.11.1919 Concordia-HAŠK        1-1
23.11.1919 Šparta-Croatia        5-2
07.12.1919 Građanski-Viktorija   3-0 (per forfait)
```

## Coppa
Venne programmata anche la Pokal HŠS, ovvero la coppa della federazione sportiva croata. Ma, a causa della scarsa organizzazione, venne disputato solo un quarto di finale, quello fra Građanski e Šparta (7–1, il 1º settembre 1919), poi il torneo venne sospeso.

## Seconda classe
|  | Pos. | Squadra     | Pt | G | V | N | P | GF | GS | QR    |
|  | ---- | ----------- | -- | - | - | - | - | -- | -- | ----- |
|  | 1.   | Derby       | 13 | 8 | 6 | 1 | 1 | 31 | 6  | 5,166 |
|  | 2.   | Slavija     | 13 | 8 | 5 | 3 | 0 | 24 | 11 | 2,181 |
|  | 3.   | Slaven      | 11 | 7 | 5 | 1 | 1 | 22 | 12 | 1,692 |
|  | 4.   | Sava        | 10 | 8 | 3 | 2 | 3 | 10 | 11 | 0,909 |
|  | 5.   | Velebit     | 9  | 7 | 4 | 1 | 2 | 14 | 10 | 1,400 |
|  | 6.   | Tipografija | 5  | 7 | 1 | 1 | 5 | 9  | 16 | 0,562 |
|  | 7.   | Željezničar | 4  | 7 | 2 | 0 | 5 | 11 | 21 | 0,523 |
|  | 8.   | Zmaj        | 4  | 8 | 3 | 0 | 5 | 11 | 18 | 0,611 |
|  | 9.   | Jadran      | 1  | 8 | 0 | 1 | 7 | 4  | 39 | 0,102 |

|             | Der  | Sja  | Sen  | Sav  | Vel  | Tip  | Žel  | Zma  | Jad  |
| ----------- | ---- | ---- | ---- | ---- | ---- | ---- | ---- | ---- | ---- |
| Derby       | –––– | -    | -    | 3-0  | -    | -    | -    | -    | 9-0  |
| Slavija     | ?    | –––– | 1-1  | 1-1  | -    | 2-1  | 3-0  | -    | 8-1  |
| Slaven      | 1-4  | -    | –––– | 2-1  | -    | 7-3  | 4-1  | 2-0  | 2-0  |
| Sava        | -    | -    | -    | –––– | -    | -    | -    | -    | 2-1  |
| Velebit     | 1-0  | 3-4  | ?    | 1-1  | –––– | 1-0  | 3-1  | 0-3  | ?    |
| Tipografija | 1-4  | -    | -    | 3-0  | -    | –––– | ?    | -    | 1-1  |
| Željezničar | 0-6  | -    | -    | 0-3  | -    | -    | –––– | -    | 5-0  |
| Zmaj        | 1-3  | 2-3  | -    | ?    | -    | 1-0  | 2-4  | –––– | 9-0  |
| Jadran      | -    | -    | -    | -    | -    | -    | -    | -    | –––– |